# NGC 1233
NGC 1233 (ook: NGC 1235) is een spiraalvormig sterrenstelsel in het sterrenbeeld Perseus. Het hemelobject werd op 10 december 1871 ontdekt door de Franse astronoom Édouard Jean-Marie Stephan.

## Synoniemen
- PGC 11955
- IRAS 03093+3907
- UGC 2586
- ZWG 525.6
- MCG 6-8-3
- ZWG 524.65